# Scoparia apachealis
Scoparia apachealis là một loài bướm đêm trong họ Crambidae.